# Deutsche Cadre-71/2-Meisterschaft 1961/62

Veranstaltungsort: Kiel

Die Deutsche Cadre-71/2-Meisterschaft 1961/62 ist eine Billard-Turnierserie und fand vom 6. bis zum 8. Oktober 1961 in Kiel zum 16. Mal statt.

## Geschichte
Nur dank seiner Routine sicherte sich der Kölner Ernst Rudolph seinen dritten Deutschen Meistertitel im Cadre 71/2. Bis zum Finale war der Düsseldorfer Siegfried Spielmann der bessere Cadre-Spieler. Im Finale machte es Rudolph seinem Gegner aber sehr schwer. In 19 Aufnahmen gewann er eine Kampfpartie mit 300:289. Alle Turnierbestleistungen erzielte aber Spielmann. Bereits seinen vierten Podestplatz erspielte sich der Oberhausener Norbert Witte.

## Modus
Es wurde im Round-Robin-Modus bis 300 Punkte gespielt.
Die Endplatzierung ergab sich aus folgenden Kriterien:
1. Matchpunkte
2. Generaldurchschnitt (GD)
3. Bester Einzeldurchschnitt (BED)
4. Höchstserie (HS)

## Teilnehmer (alphabetisch)
1. Josef Bolz (Billardsportclub 1934 Köln-Nippes)
2. Joachim Eiter (Billardgesellschaft Münster 1914)
3. Ewald Kajan (Homberger Billard-Club 1957)
4. Ernst Rudolph (Kölner Billard-Club 1908)
5. Siegfried Spielmann (Düsseldorfer Billardfreunde 1954)
6. Norbert Witte (BC Grün-Weiß-Rot Oberhausen)

### Abschlusstabelle
| Klassement                 | Klassement          | Klassement | Klassement | Klassement | Klassement | Klassement | Klassement | Klassement |
| Platz                      | Name                | MP         | Pkte.      | Aufn.      | GD         | BED        | HS         |            |
| -------------------------- | ------------------- | ---------- | ---------- | ---------- | ---------- | ---------- | ---------- | ---------- |
| 1                          | Ernst Rudolph       | 10:0       | 1500       | 106        | 14,15      | 15,78      | 90         |            |
| 2                          | Siegfried Spielmann | 8:2        | 1489       | 84         | 17,72      | 25,00      | 151        |            |
| 3                          | Norbert Witte       | 4:6        | 1181       | 98         | 12,05      | 13,63      | 101        |            |
| 4                          | Joachim Eiter       | 3:7        | 1204       | 110        | 10,94      | 15,00      | 59         |            |
| 5                          | Ewald Kajan         | 3:7        | 1053       | 106        | 9,93       | 16,66      | 62         |            |
| 6                          | Josef Bolz          | 2:8        | 1203       | 136        | 8,84       | 9,09       | 58         |            |
| Turnierdurchschnitt: 11,92 |                     |            |            |            |            |            |            |            |